# Carl Friedrich Peters (Verleger)
Carl Friedrich Peters (auch Karl Friedrich Peters, * 30. März 1779 in Leipzig; † 20. November 1827 in Sonnenstein (Landesnervenheilanstalt auf Schloss Sonnenstein bei Pirna)) war ein deutscher Musikalien- und Buchhändler sowie Verleger. Er war ab 1814 Inhaber des dann nach ihm benannten Musikverlages C.F. Peters in Leipzig.

## Leben und Werk
Carl Friedrich Peters erwarb 1814 das 1800 von dem Komponisten Franz Anton Hoffmeister und dem Organisten Ambrosius Kühnel in Leipzig gegründete „Bureau de Musique“. Das Verlagsprogramm umfasste unter anderem Sammlungen von Kompositionen von Johann Sebastian Bach, Joseph Haydn, Wolfgang Amadeus Mozart, Rodolphe Kreutzer und von Louis Spohr. Nach dem Tod Carl Friedrich Peters’ im November 1827 ging der Verlag auf dessen minderjährige Tochter Anna (1821–?) über. Der Vormund von Anna Peters veräußerte 1828 den Verlag an Carl Gotthelf Böhme (1785–1855).